# Mantė Kvederavičiūtė
Mantė Kvederavičiūtė (Prienai, 28 novembre 1990) è una cestista lituana.

## Carriera
Con la Lituania ha disputato due edizioni dei Campionati europei (2011, 2013).